# « 53 jours »
« 53 jours » est un roman inachevé de Georges Perec, publié à titre posthume en 1989 aux éditions P.O.L puis Gallimard. Le texte publié avec les notes de travail de Perec a été établi par Harry Mathews et Jacques Roubaud. Georges Perec ramène le manuscrit de cet ouvrage dans ses bagages en octobre 1981, au retour d'un séjour à l'Université du Queensland (à Brisbane).
Le titre et le roman sont liés à La Chartreuse de Parme, roman de Stendhal écrit en cinquante-trois jours. Le titre s'écrit entre guillemets, 53 jours sans guillemets désignant un manuscrit dont il est question dans l'intrigue. Ainsi le titre du roman de Perec est la citation d'un titre. Le livre publié comprend onze des vingt-huit chapitres prévus par l'auteur, ainsi que des notes et brouillons permettant de reconstituer la suite de l'histoire dans les dix-sept derniers chapitres. Pour Perec « Ce n’est pas un livre, ce sont des histoires qui se regardent. C’est un peu comme si on mettait un livre dans un miroir et puis, ce que l’on voit de l’autre côté du miroir, c’est le contraire. C’est l’image inverse. »

## Contenu
Dans ce roman, il est question de la disparition de l'écrivain Robert Serval qui a laissé un manuscrit inachevé nommé La Crypte (manuscrit se terminant par deux interprétations de l'énigme qu'il expose sans réellement prendre parti, pouvant ainsi donner lieu à diverses interprétations). Perec encrypte également un 13e mot grâce à 12 autres mots au sein du roman.

## Interprétation
Anne Roche évoque le ton journalistique employé par Perec, qui contraste avec le roman Les Choses. En effet, ce style journalistique décrivant une dictature arabe (la dictature fictive de Grianta) est consensuel et a pour effet de produire l'impression d'une incontestable vérité échappant à toute interrogation, ce qui serait le signe d'une sorte d'indifférence de l'auteur au regard d'une évidence qui n'est plus à prouver. Anne Roche y voit donc une régression par rapport au roman Les Choses (roman évoquant la Tunisie) : ce roman apparemment engagé serait en réalité "dégagé" et il faudrait chercher l'essentiel en dehors de la satire initiale. Elle remarque également une « déterritorialisation » de la dictature fictive puisque Perec fait référence à la France dans ses notes montrant ainsi le refus d'identifier trop facilement la dictature de Grianta au Maroc, à l'Algérie ou à la Tunisie. Cela détonne avec toutes ses œuvres où nombre d'allusions au monde arabe sont présentes : peut-être est-ce le résultat d'une distanciation de l'auteur vis-à-vis de sa volonté de décrire le monde et de le transformer.
Dans cet ouvrage comme dans d'autres ouvrages, Georges Perec fait des références à l'univers de la collection (il y a 7 occurrences rappelant cet univers) dont les trois premières références sont emboîtées les unes dans les autres : à la page 18, on apprend que le consul collectionne ; à la page 48, le narrateur lit un ouvrage dans lequel un personnage collectionne ; et à la page 55, dans ce même livre que le narrateur lit, il y a un livre dans lequel un amateur de cannes fait visiter sa collection. Tiphaine Samoyault y voit une référence au roman Un cabinet d'amateur : le tableau titré Un cabinet d'amateur, reflétant à l'infini la scène du tableau dans le roman, serait devenu un « modèle textuel » dans « 53 jours ».
La démarche de Georges Perec  dans ce roman pourrait se rapprocher de celle de Bartlebooth (qui réalise 500 aquarelles envoyées à Gaspard Winckler qui les découpe en puzzle que Bartlebooth doit ensuite reconstituer et renvoyer dans le port où elles ont été réalisées pour être enfin plongées dans un liquide effaçant l'encre donnant ainsi une feuille blanche) du roman La Vie mode d'emploi puisque Perec écrit dans « 53 jours » : « La Crypte est un roman policier, un roman policier en deux parties dont la seconde détruit méticuleusement tout ce que la première s’est efforcée d’établir ».
Ce dernier roman contiendrait de nouveaux éléments biographiques. Perec évoque un épisode de la Résistance dans le maquis du Vercors. Ceci correspondrait à la théorie de Philippe Lejeune, pour qui le récit autobiographique s'impose à Perec comme une « phase de transition » et est ensuite placé au second plan après cette phase.